# Brakel (Belgia)
Brakel (franceză Bracle sau Braekel) este o comună neerlandofonă situată în provincia Flandra de Est, regiunea Flandra din Belgia. Comuna Brakel este formată din localitățile Elst, Everbeek, Michelbeke, Nederbrakel, Opbrakel, Parike și Zegelsem. Suprafața sa totală este de 56,46 km².  La 1 ianuarie 2008 avea o populație totală de 13.881 locuitori. 